# 山田一廣
山田 一廣（やまだ かずひろ、1946年6月19日 - ）は、日本のノンフィクション作家。
神奈川県生まれ。明治大学卒。エチオピアについての著作が多い。

## 著書
- アベベを覚えてますか 新声社、1984.8／ちくま文庫、1992／壮神社、2004
- 飢餓高原 エチオピア飢えの構造 講談社、1985.5.
- かながわ景勝の旅 神奈川新聞社、1992.11. かもめ文庫
- 知っておきたいエチオピアの実像 アフリカ最古の国の素顔 ほるぷ出版、1992.6. ほるぷ150ブックス
- マスカルの花嫁 幻のエチオピア王子妃 朝日新聞社、1998.4.
- 横濱ベイサイドヒストリー47景 街と暮らし社、2002.3.
- 冬の薔薇 写真家秋山庄太郎とその時代 神奈川新聞社、2006.9.
- 復興への狼煙 ボウリング業界光と影 如月出版、2011.5.
- 銀の十字架　エチオピア飢餓難民家族の記録 壮神社、2012。写真・絵多数の編著

### 翻訳
- 皇帝ハイレ・セラシエ－エチオピア帝国最後の日々 リシャルト・カプシチンスキー 筑摩書房、1986.3／ちくま文庫、1989
- エチオピア ダニエル・アベベ 国土社、2001.2. 目で見る世界の国々

## 参考
- 文藝年鑑2011